# SICK(S)
『SICK(S)』は、日本のロックバンドであるBLUE ENCOUNTのミニアルバム。2019年6月5日にKi/oon Musicから発売された。

## 概要
BLUE ENCOUNT初のミニアルバムとして発売された。
CDのみの通常盤に加えて、完全限定プレミアム「SICK(S)」Tシャツ付きの完全生産限定盤の2形態にて発売された。
収録曲の「ハウリングダイバー」は、5月3日にさいたまスーパーアリーナで行われた、VIVA LA ROCKにてMVの一部が撮影されている。

## 収録曲

### 期間生産限定盤
| 全作詞・作曲: 田邉駿一。 | |          |            |      |
| #                        | タイトル | 作詞     | 作曲・編曲 | 編曲 |
| 1.                       | 「PREDATOR」 | 田邉駿一 | 田邉駿一   |      |
| 2.                       | 「ワンダーラスト」(格闘ゲーム大会「EVO Japan 2020」テーマソング)                                                       | 田邉駿一 | 田邉駿一   |      |
| 3.                       | 「ハウリングダイバー」(アプリゲーム『実況パワフルプロ野球』テーマソング、KKT『てれビタ』2019年6月度エンディングテーマ) | 田邉駿一 | 田邉駿一   |      |
| 4.                       | 「#YOLO」 | 田邉駿一 | 田邉駿一   |      |
| 5.                       | 「幻聴」 | 田邉駿一 | 田邉駿一   |      |
| 6.                       | 「アンコール」 | 田邉駿一 | 田邉駿一   |      |

### 完全生産限定盤
通常盤と同一の収録内容。